# شمال بورنيو
شمال بورنيو (تُعرف عادة باسم شمال بورنيو البريطانية، وأيضًا باسم ولاية شمال بورنيو)، محمية بريطانية تقع في الجزء الشمالي من جزيرة بورنيو. تأسس إقليم شمال بورنيو في الأصل من خلال امتيازات سلطنتي بروناي وسولك في عامي 1877 و1878 التي تمتع بها ممثل الإمبراطورية النمساوية المجرية ألماني الأصل، ورجل أعمال والدبلوماسي، فون أوفربيك.
اشترى أوفربيك لاحقًا مساحة صغيرة من الأرض في الساحل الغربي لبورنيو في عام 1876 من التاجر الأمريكي جوزيف ويليام توري، الذي روج للأرض في هونغ كونغ منذ عام 1866. ثم نقل أوفربيك جميع حقوقه إلى ألفريد دنت قبل الانسحاب في عام 1879. في 1881، أسس دنت جمعية شمال بورنيو المؤقتة لإدارة المنطقة، والتي مُنحت امتيازاُ ملكيًا في نفس العام. في العام التالي، استُبدل بالجمعية المؤقتة شركة شمال بورنيو القانونية. أثار منح الامتياز الملكي قلق السلطات الإسبانية والهولندية المجاورة؛ نتيجة لذلك، بدأ الإسبان في المطالبة بشمال بورنيو. وُقّع بروتوكول يُعرف باسم بروتوكول مدريد في عام 1885 للاعتراف بالوجود الإسباني في الأرخبيل الفلبيني، مقابل وضع الحدود النهائية للنفوذ الإسباني خارج شمال بورنيو. لتجنب المزيد من المطالبات من القوى الأوروبية الأخرى، أصبحت شمال بورنيو محمية بريطانية في عام 1888.
أنتجت شمال بورنيو الخشب المنشور للتصدير؛ إلى جانب الزراعة، بقيت هذه الصناعة المورد الاقتصادي الرئيسي للبريطانيين في بورنيو. نظرًا لأن عدد السكان كان أصغر من أن يخدم الاقتصاد بشكل فعال، رعى البريطانيون مشاريع هجرة مختلفة للعمال الصينيين من هونغ كونغ والصين ليعملوا في المزارع الأوروبية، بالإضافة إلى دعم المهاجرين اليابانيين ليشاركوا في الأنشطة الاقتصادية لشمال بورنيو. لكن، أدت بداية الحرب العالمية الثانية ووصول القوات اليابانية إلى أنهاء إدارة المحمية، ووضع الأراضي تحت إدارة عسكرية ثم عُيّنت مستعمرة ملكية.